# Stazione di Ferrera Lomellina
Stazione di Ferrera Lomellina vasútállomás Olaszországban, Lombardia régióban, Ferrera Erbognone településen.

## Vasútvonalak
Az állomást az alábbi vasútvonalak érintik:
- Pavia–Alessandria-vasútvonal

## Kapcsolódó állomások
A vasútállomáshoz az alábbi állomások vannak a legközelebb:
- Stazione di Sannazzaro
- Stazione di Lomello